# Steinar Johansen
Steinar Kjetil Johansen (ur. 27 lutego 1972 w Holmestrand) – norweski łyżwiarz szybki.

## Kariera
Największy sukces w karierze Steinar Johansen osiągnął w 1993 roku, kiedy zajął piąte miejsce podczas wielobojowych mistrzostw świata w Hamar. Johansen był tam kolejno dziesiąty na 500 m, ósmy na 5000 m, czwarty na 1500 m oraz dziewiąty na dystansie 10 000 m. Piąte miejsce zajął również na rozgrywanych dwa lata później wielobojowych mistrzostwach Europy w Heerenveen, a podczas dystansowych mistrzostw świata w Warszawie w 1997 roku był szósty w biegu na 1500 m. W 1992 roku wystartował na igrzyskach olimpijskich w Albertville, zajmując między innymi ósme miejsce w biegu na 10 000 m. Na rozgrywanych w 1994 roku igrzyskach w Lillehammer był osiemnasty na 1500 m. Brał również udział w igrzyskach olimpijskich w Nagano w 1998 roku, gdzie na tym samym dystansie zajął 28. miejsce. Wielokrotnie startował w zawodach Pucharu Świata, ale nigdy nie stanął na podium. Najlepsze wyniki osiągnął w sezonie 1992/1993, kiedy był dziewiąty w klasyfikacji końcowej 5000/10 000 m. Wielokrotnie zdobywał medale mistrzostw Norwegii, w tym złote na dystansach 1000 i 1500 m w 1997 roku. Rok później zakończył karierę.